# Hobby Horse Laffs
Pour plus de détails, voir Fiche technique et Distribution.
Hobby Horse Laffs est un court métrage d'animation de la série américaine Looney Tunes réalisé par Norman McCabe, produit par les Leon Schlesinger Productions et sorti en 1942.